# Blind Melon (álbum)
Blind Melon es el álbum debut de la banda del mismo nombre, editado el 22 de septiembre de 1992. El álbum posee tintes orientados hacia el rock de los años 1970, además de por ser la única banda que en pleno apogeo grunge, cultivó un rock sureño mezclado junto con la depresión del grunge.
Hasta la fecha el álbum ha vendido alrededor de 15 millones de copias en el mundo.
La banda cuenta con dos talentosos guitarristas, los cuales junto con la potencia del bajo de Brad Smith y la percusión casi rozando el jazz de Glen Graham, grabaron su disco debut con el productor Rick Parashar, el cual se vio impresionado ante la idea de la banda de usar tecnología vintage para la grabación, además de incorporar instrumentos del mismo estilo (Guitarras Fender telecaster de Thorn y stratocaster de Stevens, muy atrasadas para la época). Se juntaron a ensayar y grabar en una casa denominada "Sleepyhouse" donde cada miembro de la banda tenía su propia habitación. La decisión de vivir todos juntos en una casa fue lo que permitió que este disco debut suena con una perfección instrumental y un groove que pareciera que hubiesen llevado tocando juntos por lo menos 20 años. El disco posee temas de distinto estilo musical por ejemplo tenemos canciones muy orientadas al southern rock y al hard rock como "Tones of Home", buenas demostraciones de química musical en "Deserted y Soak the sin", y canciones orientadas al pop como "No Rain", el cual fue el sencillo que los llevó a la fama (irónicamente un año después de su disco debut). El tour promocional partió en 1992 luego de lanzar el disco al mercado, en el cual fueron teloneros de otras bandas de la época y el cual les sirvió para consolidar una base de fanes muy fiel a la banda. Luego siguieron tocando de forma individual presentándose en teatros y varias ciudades de Estados Unidos. A raíz de esto las futuras fechas de eventos tuvieron que ser canceladas por el problema de adicción que Shannon Hoon estaba viviendo. Aun así se consolidó una gran fanaticada de la banda, lo que no coincidió con las pocas ventas en un principio del álbum. A pesar de que las críticas eran muy buenas hacia él. 
La canción "No Rain", presente en el disco, se convirtió en un auténtico éxito gracias al vídeo promocional de la canción y su rotación en MTV, en el que aparece una niña disfrazada de abeja emulando ser la abeja de la portada del álbum.
Hay un dicho que dice que "Blind Melon" se escucha con audífonos. La razón de esto es lo siguiente: La Guitarra de Christopher Thorn suena por el canal izquierdo, mientas que la de Rogers Stevens por el derecho. Por lo que es más fácil escuchar la perfección y química que tenían al momento de grabar la placa.

## Lista de canciones
1. "Soak the Sin" - 4:01
2. "Tones of Home" - 4:26
3. "I Wonder" - 5:31
4. "Paper Scratcher" - 3:14
5. "Dear Ol' Dad" - 3:02
6. "Change" - 3:41
7. "No Rain" - 3:37
8. "Deserted" - 4:20
9. "Sleepyhouse" - 4:29
10. "Holyman" - 4:47
11. "Seed to a Tree" - 3:29
12. "Drive" - 4:39
13. "Time" - 6:02

## Miembros
- Shannon Hoon - Vocalista
- Rogers Stevens - Guitarra
- Christopher Thorn - Guitarra
- Brad Smith - Bajo
- Glen Graham - Batería
- Rick Parashar - Productor
- Tommy Steele - Diseñador de la portada
- Heather Devlin - Fotografía
- George Marino - Ingeniero de sonido y mezclas

## Posiciones en listas de éxitos
Álbum - Billboard (Norteamérica)
| Año  | Lista             | Posición |
| ---- | ----------------- | -------- |
| 1992 | Heatseekers       | 8        |
| 1993 | The Billboard 200 | 3        |

Sencillos - Billboard (Estados Unidos)
| Año  | Sencillo        | Lista                  | Posición |
| ---- | --------------- | ---------------------- | -------- |
| 1992 | "Tones of Home" | Modern Rock Tracks     | 20       |
| 1993 | "No Rain"       | Mainstream Rock Tracks | 1        |
| 1993 | "No Rain"       | Modern Rock Tracks     | 1        |
| 1993 | "No Rain"       | The Billboard Hot 100  | 20       |
| 1993 | "No Rain"       | Top 40 Mainstream      | 4        |
| 1993 | "Tones of Home" | Mainstream Rock Tracks | 10       |

- Datos: Q2906621